# トルシキノドン
トルシドキノドン (Trucidocynodon ) は中生代三畳紀後期に生息していた単弓類の絶滅した属。単弓綱獣弓目キノドン亜目エクテニオン科に属する。ただ1種 T. riograndensis のみがブラジルより産出している。
キノグナトゥスなどの絶滅によって空いたニッチに入り込み、大型肉食動物となった。化石はサンタ・マリア累層から発見され、研究の結果アルゼンチンのイスキグアラスト層に生息していたキノドン類エクテニオンと類縁関係があった事が分かっている。
現状トルシドキノドン以後に大型化した肉食性キノドン類は報告されておらず、こうした動物は三畳紀末の大量絶滅に巻き込まれて絶滅したとみられている。

## 形態
トルシキノドンは成長すると小型のヒョウほどにまで成長した。さらに本種は後期三畳紀から発見されており、これはキノドン類が主竜類との競争に敗れて小型化していた、とする従来の説に疑問を投げかけている。

### 頭部
肉食性キノドン類の例に漏れず、強力な顎、長く伸びた犬歯、複雑かつ鋭利な頬歯(奥歯)を備えていた。また犬歯はゴルゴノプス亜目ほどではないにしろ潰れ気味（楕円形）の断面を持ち、ゴルゴノプス亜目のような切る能力とテロケファルス類のような刺す能力の中間を持っていたようである。

### 四肢
トルシキノドンは厳密には直立歩行（姿勢）を獲得していなかったが、趾行性であった可能性が指摘されている。このためトルシキノドンは現在の哺乳類並みではないにしろ優れたランナーだった可能性がある。